# Финска на Светском првенству у атлетици на отвореном 2023.
Финска је учествовала на 19. Светском првенству у атлетици на отвореном 2023. одржаном у Будимпешти од 19. до 27. августа деветнаести пут, односно, учествовала је на свим првенствима до данас. Репрезентацију Финске представљали су 40 учесника (13 мушкараца и 27 жена) у 26 дисциплине (9 мушких и 17 женских)., 
На овом првенству Финска је по броју освојених медаља делила 39. место са 1 освојеном бронзаном медаљом. У табели успешности према броју и пласману такмичара који су учествовали у финалним такмичењима (првих 8 такмичара) Финска је са 4 учесника у финалу делила 25. место са 15 бодова.
| Плас. | Земља  | 1. место | 2. место | 3. место | 4. место | 5. место | 6. место | 7. место | 8. место | Бр. финал. | Бод. |
| ----- | ------ | -------- | -------- | -------- | -------- | -------- | -------- | -------- | -------- | ---------- | ---- |
| =25.  | Финска | 0        | 0        | 1        | 0        | 1        | 1        | 1        | 0        | 4          | 15   |

## Учесници
| Мушкарци: - Јонас Рине — 800 м, 1.500 м - Елмо Лака — 110 м препоне - Топи Рајтанен — 3.000 м препреке - Вели-Мати Партанен — Ходање 20 км, Ходање 35 км - Јери Јокинен — Ходање 20 км - Алекси Ојала — Ходање 35 км - Јухо Аласари — Скок мотком - Урхо Кујанпа — Скок мотком - Аро Давидила — Троскок - Арон Кангас — Бацање кладива - Оливер Хеландер — Бацање копља - Тони Керенен — Бацање копља - Ласи Етелетало — Бацање копља | Жене: - Аино Пулкинен — 200 м - Анина Кортема — 200 м - Mette Baas — 400 м - Евелина Матанен — 800 м - Наталија Бломквист — 1.500 м - Камила Ричардсон — 5.000 м, 10.000 м - Алиса Ваинио — Маратон - Нина Хидениус — Маратон - Рета Хурске — 100 м препоне - Лота Харала — 100 м препоне - Виви Лехикоинен — 400 м препоне - Ела Јунила — Скок увис - Хета Тури — Скок увис - Вилма Мурто — Скок мотком - Елина Лампела — Скок мотком - Сага Андерсон — Скок мотком - Кристина Макела — Троскок - Сени Салминен — Троскок - Евелина Роували — Бацање кугле - Сења Макиторма — Бацање кугле - Емилија Кангас — Бацање кугле - Сала Сипонен — Бацање диска - Сиља Косонен — Бацање кладива - Суви Коскинен — Бацање кладива - Криста Терво — Бацање кладива - Ани-Линеа Аланен — Бацање копља - Сага Ванинен — Седмобој |

## Освајачи медаља (1)

### Бронза (1)
- Вилма Мурто — Скок мотком

## Резултати

### Мушкарци
| Атлетичар          | Дисциплина       | Лични рекорд | Квалификације      | Квалификације      | Полуфинале            | Полуфинале            | Финале                | Финале       | Детаљи |
| Атлетичар          | Дисциплина       | Лични рекорд | Резултат           | Место              | Резултат              | Место                 | Резултат              | Место        | Детаљи |
| ------------------ | ---------------- | ------------ | ------------------ | ------------------ | --------------------- | --------------------- | --------------------- | ------------ | ------ |
| Јонас Рине         | 800 м            | 1:45,88      | 1:45,93            | 4. у гр. 7         | Нису се квалификовали | Нису се квалификовали | Нису се квалификовали | 20 / 60 (61) |        |
| Јонас Рине         | 1.500 м          | 3:37,65      | 3:47,16            | 7. у гр. 2         | Нису се квалификовали | Нису се квалификовали | Нису се квалификовали | 49 / 58      |        |
| Елмо Лака          | 110 м препоне    | 13,31 НР     | 13,69(.681)        | 7. у гр. 5         | Нису се квалификовали | Нису се квалификовали | Нису се квалификовали | 31 / 43 (45) |        |
| Топи Рајтанен      | 3.000 м препреке | 8:16,57      | 8:30,69            | 11. у гр. 1        |                       |                       | Није се квалификовао  | 28 / 37      |        |
| Вели-Мати Партанен | 20 км ходање     | 1:19:25 НР   |                    |                    |                       |                       | 1:18:22 НР, ЛР        | 6 / 47 (50)  |        |
| Јери Јокинен       | 20 км ходање     | 1:24:41      | 1:26:54            | 43 / 47 (50)       |                       |                       |                       |              |        |
| Вели-Мати Партанен | 35 км ходање     | 2:29:04      | 2:32:28            | 18 / 33 (49)       |                       |                       |                       |              |        |
| Алекси Ојала       | 35 км ходање     | 2:28:22 НР   | 2:38:34            | 25 / 33 (49)       |                       |                       |                       |              |        |
| Јухо Аласари       | Скок мотком      | 5,71         | 5,35               | 10. у гр. Б        |                       |                       | Није се квалификовао  | 22 / 29 (34) |        |
| Урхо Кујанпа       | Скок мотком      | 5,66         | Без исправог скока | Без исправог скока | Није се квалификовао  | Није се квалификовао  |                       |              |        |
| Аро Давидила       | Троскок          | 16,83        | 15,81              | 15. у гр. Б        | Нису се квалификовали | 26 / 31 (37)          |                       |              |        |
| Арон Кангас        | Бацање кладива   | 79,05        | 72,96              | 9. у гр Б          | Нису се квалификовали | 17 / 33 (35)          |                       |              |        |
| Оливер Хеландер    | Бацање копља     | 89,83        | 80,19 кв           | 6. у гр. Б         | 83,38                 | 7 / 34 (37)           |                       |              |        |
| Тони Керенен       | Бацање копља     | 85,03        | 79,27              | 5. у гр. А         | Нису се квалификовали | 13 / 34 (37)          |                       |              |        |
| Ласи Етелетало     | Бацање копља     | 86,44        | 78,19              | 10. у гр. Б        | Нису се квалификовали | 18 / 34 (37)          |                       |              |        |

### Жене
| Атлетичарка        | Дисциплина     | Лични рекорд | Квалификације      | Квалификације      | Полуфинале            | Полуфинале            | Финале                | Финале       | Детаљи |
| Атлетичарка        | Дисциплина     | Лични рекорд | Резултат           | Место              | Резултат              | Место                 | Резултат              | Место        | Детаљи |
| ------------------ | -------------- | ------------ | ------------------ | ------------------ | --------------------- | --------------------- | --------------------- | ------------ | ------ |
| Аино Пулкинен      | 200 м          | 23,36        | 23,48              | 8. у гр. 1         | Нису се квалификовале | Нису се квалификовале | Нису се квалификовале | 36 / 44 (45) |        |
| Анина Кортема      | 200 м          | 23,22        | 23,52              | 7. у гр. 2         | Нису се квалификовале | Нису се квалификовале | Нису се квалификовале | 39 / 44 (45) |        |
| Mette Baas         | 400 м          | 52,45        | 52,74              | 7. у гр. 5         | Нису се квалификовале | Нису се квалификовале | Нису се квалификовале | 41 / 48      |        |
| Евелина Матанен    | 800 м          | 1:59,96      | 2:00,41            | 1. у гр. 1         | 1:59,81 ЛР            | 5. у гр. 1            | Није се квалификовала | 11 / 56      |        |
| Наталија Бломквист | 1.500 м        | 4:08,46      | 4:06,93 ЛР         | 11. у гр. 1        | Није се квалификовала | Није се квалификовала | Није се квалификовала | 39 / 55 (56) |        |
| Камила Ричардсон   | 5.000 м        | 15:11,63     | 15:13,84           | 12. у гр. 2        |                       |                       | Није се квалификовала | 39 / 38 (40) |        |
| Камила Ричардсон   | 10.000 м       | 31:12,78 НР  |                    |                    |                       |                       | 32:15,74              | 15 / 21 (42) |        |
| Алиса Ваинио       | Маратон        | 2:27:26      | 2:32:14            | 22 / 65 (78)       |                       |                       |                       |              |        |
| Нина Хидениус      | Маратон        | 2:32:48      | 2:42:36            | 54 / 65 (78)       |                       |                       |                       |              |        |
| Рета Хурске        | 100 м препоне  | 12,78        | 12,92(.911) кв     | 4. у гр. 3         | 13,05(.043)           | 7. у гр. 2            | Није се квалификовала | 21 / 43      |        |
| Лота Харала        | 100 м препоне  | 12,85        | 13,11              | 5. у гр. 2         | Није се квалификовала | Није се квалификовала | Није се квалификовала | 33 / 43      |        |
| Виви Лехикоинен    | 400 м препоне  | 54,40        | 54,65 КВ           | 4. у гр. 1         | 54,48                 | 3. у гр. 1            | Није се квалификовала | 11 / 36 (37) |        |
| Ела Јунила         | Скок увис      | 1,96         | 1,89 кв            | 7. у гр. А         |                       |                       | 1,90                  | 13 / 29 (30) |        |
| Хета Тури          | Скок увис      | 1,90         | 1,80               | 18. гр. Б          | Није се квалификовала | 32 / 34 (35)          |                       |              |        |
| Вилма Мурто        | Скок мотком    | 4,85 НР      | 4,65 КВ            | 3. у гр. А         | 4,80 =ЛРС             |                       |                       |              |        |
| Елина Лампела      | Скок мотком    | 4,56         | 4,50               | 10. у гр. Б        | Није се квалификовала | 22 / 32 (37)          |                       |              |        |
| Сага Андерсон      | Скок мотком    | 4,53         | Без исправог скока | Без исправог скока | Није се квалификовала | Није се квалификовала |                       |              |        |
| Кристина Макела    | Троскок        | 14,64 НР     | 13,88              | 10. у гр. А        | Нису се квалификовале | 18 / 36               |                       |              |        |
| Сени Салминен      | Троскок        | 14,63        | 13,50              | 14. у гр. Б        | Нису се квалификовале | 30 / 36               |                       |              |        |
| Евелина Роували    | Бацање кугле   | 17,53        | 16,61              | 1. у гр. Б         | Нису се квалификовале | 29 / 34 (35)          |                       |              |        |
| Сења Макиторма     | Бацање кугле   | 17,53        | 16,27              | 8. у гр. А         | Нису се квалификовале | 31 / 34 (35)          |                       |              |        |
| Емилија Кангас     | Бацање кугле   | 16,99        | 15,94              | 11. у гр. Б        | Нису се квалификовале | 33 / 34 (35)          |                       |              |        |
| Сала Сипонен       | Бацање диска   | 60,58        | 54,72              | 16. у гр. А        | Нису се квалификовале | 31 / 37               |                       |              |        |
| Сиља Косонен       | Бацање кладива | 73,78        | 74,19 КВ, ЛР       | 1. у гр. Б         | 73,89                 | 5 / 35 (36)           |                       |              |        |
| Суви Коскинен      | Бацање кладива | 71,10        | 70,81              | 8. у гр. А         | Нису се квалификовале | 15 / 35 (36)          |                       |              |        |
| Криста Терво       | Бацање кладива | 74,40 НР     | 68,00              | 11. у гр. А        | Нису се квалификовале | 23 / 35 (36)          |                       |              |        |
| Ани-Линеа Аланен   | Бацање копља   | 62,45        | 58,30              | 10. у гр. А        | Нису се квалификовале | 27 / 34 (36)          |                       |              |        |

#### Седмобој
| Дисциплина    | Сага Ванинен | Сага Ванинен | Сага Ванинен | Сага Ванинен | Сага Ванинен | Сага Ванинен |
| Дисциплина    | Лични рекорд | Резултат     | Бод.         | Плас.        | Укупно       | Плас.        |
| ------------- | ------------ | ------------ | ------------ | ------------ | ------------ | ------------ |
| 100 м препоне | 13,34        | 13,62(.619)  | 1.033        | 16.          | 1.033        | 16.          |
| Скок увис     | 1,80         | 1,80 =ЛР     | 978          | 8.           | 2.011        | 9.           |
| Бацање кугле  | 16,12        | 14,78        | 846          | 2.           | 2.857        | 7.           |
| 200 м         | 24,30        | 24,71        | 914          | 11.          | 3.771        | 8.           |
| Скок удаљ     | 6,43         | 6,06         | 868          | 12.          | 4.639        | 6.           |
| Бацање копља  | 49,22        | 48,32 ЛРС    | 828          | 6.           | 5.467        | 6.           |
| 800 м         | 2:17,91      | 2:20,13      | 822          | 16.          | 6.289        | 9.           |
| Седмобој      | 6.391        |              |              |              | 6.289        | 9 / 18 (23)  |